# Shi Dongshan
Shi Dongshan (史东山, 29 décembre 1902 – 23 février 1955), est un réalisateur et scénariste chinois considéré comme l'un des plus importants de l'avant-communisme, avec Chen Liting, Cai Chusheng, et Zheng Junli. Son film le plus célèbre est Huit-mille li de nuages et de lune (zh) de 1947. Il sert dans le gouvernement communiste à partir de 1949, mais est plus tard persécuté et se suicide en 1955.

## Biographie
Shi Dongshan est né sous le nom de Shi Kuangshao à Hangzhou dans la province du Zhejiang. À 17 ans, il quitte sa famille et voyage à Zhangjiakou, travaillant brièvement comme opérateur radio. Il continue ce métier jusqu'à son départ pour Shanghai deux ans plus tard, où il devient décorateur de théâtre et occasionnellement acteur pour la compagnie cinématographique de Shanghai.
Dans les années 1930, Shi est l'un des plus importants réalisateurs de la société cinématographique Lianhua avec Cai Chusheng, Sun Yu et d'autres. Il rejoint plus tard un autre studio gauchiste, la Yihua, sur l'invitation du scénariste Tian Han. Plusieurs années plus tard, Shi change de nouveau de studios. Il réalise plusieurs films importants pour la société cinématographique Xinhua, notamment une adaptation du Revizor de Nicolas Gogol sous le titre de La Nuit de la débauche (1936), et le film patriotique La Marche de la jeunesse (1937).
Durant la seconde guerre sino-japonaise, Shi fuit vers l'intérieur de la Chine dans les territoires du Kuomintang, et réalise des films de résistance comme Protégeons notre terre (1938). Après la guerre, il retourne à Shanghai et aide à fonder les studios Kunlun, le successeur de la Lianhua. C'est avec Kunlun que Shi réalise peut-être son film le plus connu, Huit-mille li de nuages et de lune (zh) (1947),. Son dernier film important, Les Nouveaux héros et héroïnes, sort après la victoire communiste de 1949.
Shi s'installe à Hong Kong en 1948 mais revient à Pékin en 1949 pour travailler pour la nouvelle République populaire de Chine. Il est nommé chef du comité de technologie du bureau du cinéma au ministère de la Culture, mais ne rejoint jamais le Parti communiste chinois. Il devient la cible d'une campagne de critiques politiques fin 1951, et se suicide le 23 février 1955. Selon son fils, le Premier ministre Zhou Enlai a ordonné la confiscation de sa lettre d'adieu, et la nouvelle de son suicide a été censurée.

## Filmographie non exhaustive
| Année | Titre français                          | Titre chinois  | Studio                                     | Notes                                                |
| ----- | --------------------------------------- | -------------- | ------------------------------------------ | ---------------------------------------------------- |
| 1925  | Regret de fleurs de peuplier            | 楊花恨         | Société cinématographique de Shanghai      | Aussi appelé La Haine de Yanghua                     |
| 1926  | Les Descendants du bonheur              | 兒孫福         | Société cinématographique Dazhonghua Baihe | Aussi appelé Le Bonheur de la mère                   |
| 1926  | Vivez l'amour                           | 同居之愛       | Dazhonghua Baihe                           |                                                      |
| 1931  | Deux étoiles de la voie lactée          | 銀漢雙星       | Lianhua                                    |                                                      |
| 1932  | Face à la crise nationale               | 共赴國難       | Lianhua                                    | Co-réalisé avec Cai Chusheng, Sun Yu, et Wang Cilong |
| 1932  | Luttes                                  | 奮鬥           | Lianhua                                    |                                                      |
| 1934  | Femmes                                  | 女人一畫       | Société cinématographique Yihua            |                                                      |
| 1936  | La Nuit de la débauche                  | 狂歡之夜       | Xinhua                                     | Adaptation du Revizor de Nicolas Gogol               |
| 1937  | La Marche de la jeunesse                | 青年進行曲     | Xinhua                                     |                                                      |
| 1938  | Protégeons notre terre                  | 保衛我們的土地 |                                            |                                                      |
| 1939  | Bon mari                                | 好丈夫         |                                            |                                                      |
| 1941  | La Marche de la victoire                | 勝利行進曲     |                                            |                                                      |
| 1947  | Huit-mille li de nuages et de lune (zh) | 八千里路雲和月 | Studio Kunlun                              |                                                      |
| 1951  | Nouveaux héros et héroïnes              | 新兒女英雄傳   | Studio de Pékin                            |                                                      |